# مجرفة

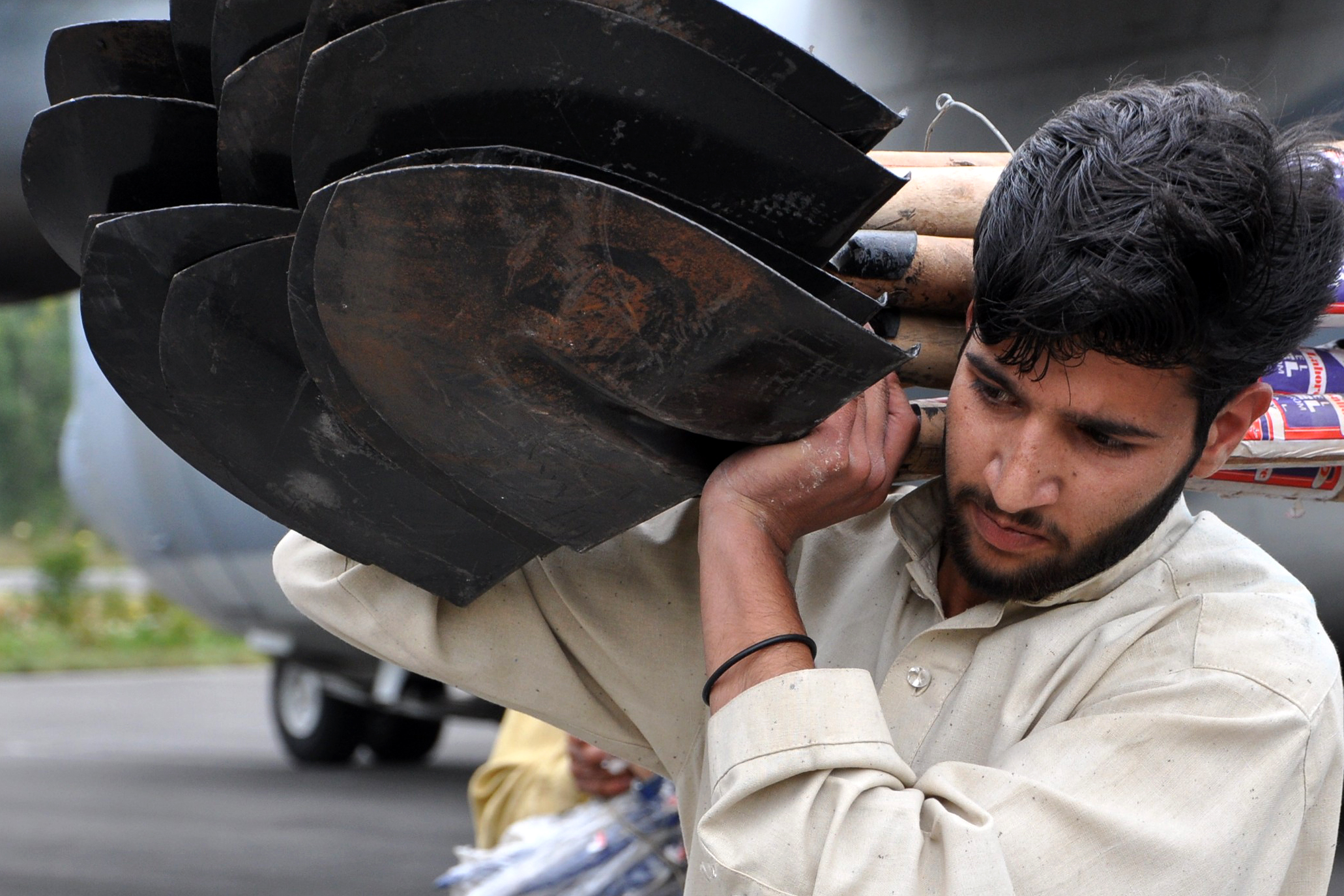
رجل يحمل جرافات

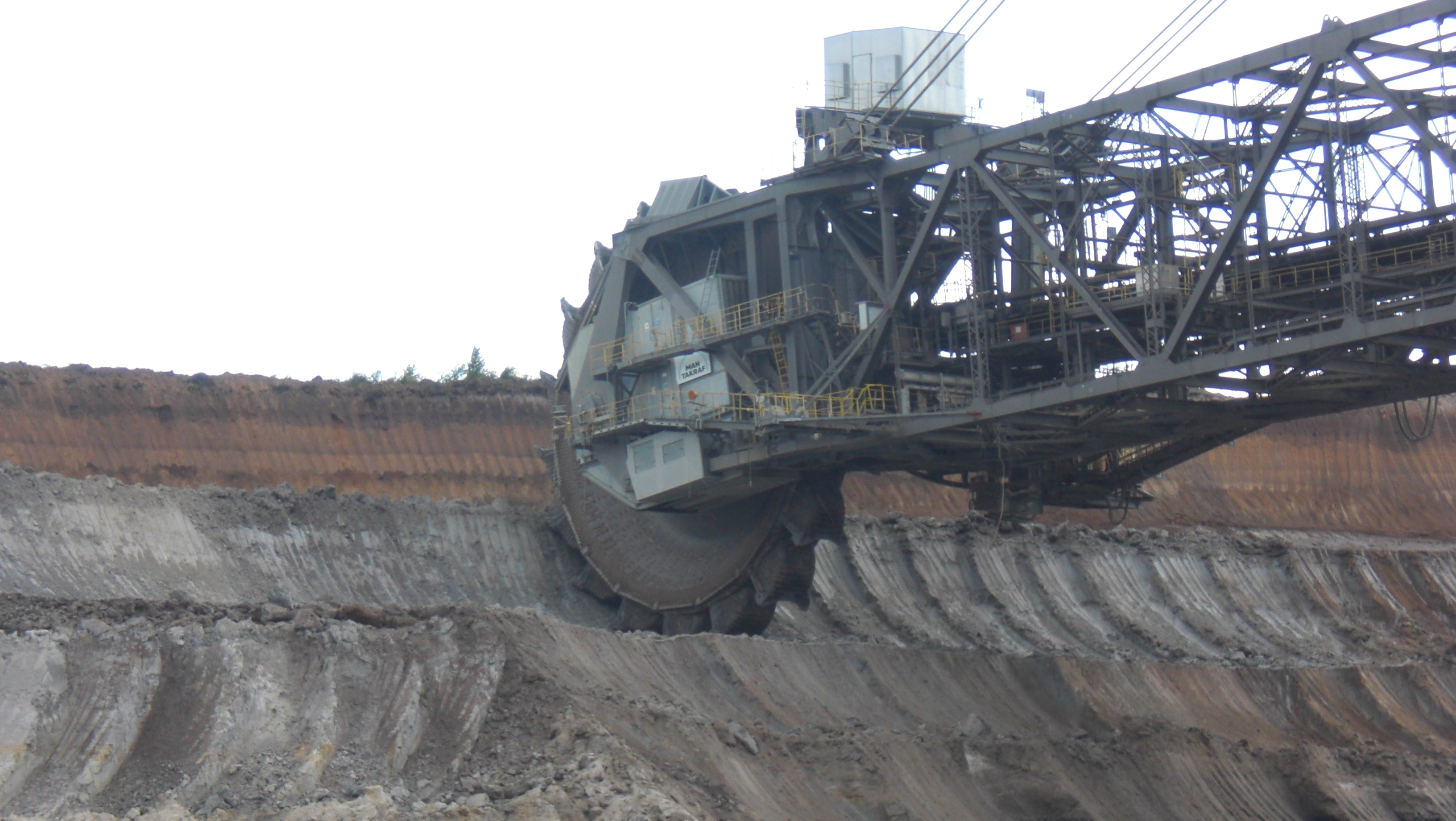
عجلة مجرفة الحفارة 1510 لاستخراج الفحم.قطر عجلة المجرفة نحو 7 متر، ألمانيا.

الرَّفْش أو الرُّفْش أو المِرْفَشَة المِجْرَفَة أو المِجْرَف أو الجَارُوف (بالإنجليزية: Shovel)‏ هي أداة لحفر ورفع ونقل المواد المتراكمة الثقيلة، مثل الرمال والأتربة أو الفحم أو الحصى أو الجليد أو المعادن الخام. والجرافات هي أدوات شائعة جدًا تُستخدم بكثرة في الزراعة والإنشاءات والبستنة. منها خشبي عريض يستخدم في تنظيف الأرصفة من الجليد في بلاد الشمال، مثل ألمانيا والنرويج والسويد وروسيا وأمريكا الشمالية.
وأغلب الجرافات تكون عبارة عن أدوات يدوية تتكون من شفرة عريضة مثبتة بمقبض متوسط الطول. وعادةً ما تُصنع شفرات الجرافات من صفائح من المعادن أو مواد بلاستيكية صلبة وهي قوية جدًا. وتُصنع مقابض الجرافات عادةً من الخشب (خاصة الأصناف الخاصة مثل الدردار أو القيقب) أو اللدائن المسلحة بألياف زجاجية (الزجاج الليفي).
عادةً ما يكون لشفرات الجرافة اليدوية المصنوعة من صفائح معدنية وصلة أو حافة مطوية في الخلف لتكوين منفذ للمقبض. ويوفر هذا الطي أيضًا بصفة عامة المزيد من الصلابة للشفرة. عادة ما تكون المقابض مثبتة في مكانها. يتم تثبيت قطعة على حرف T بشكل مشترك في طرف المقبض للمساعدة في السيطرة والتحكم حيثما تكون الجرافة مصممة للأتربة المتحركة والمواد الثقيلة. وجميع هذه التصميمات يمكن بسهولة إنتاجها بشكل شامل.
المصطلح جرافة ينطبق أيضًا على آلات الحفر الكبرى التي تُسمى الجرافات الآلية، المصممة للغرض نفسه، وهو حفر ورفع ونقل المواد. وتنحدر الجرافات الآلية الحديثة من الجرافات البخارية. ويؤدي أجهزة التحميل والحفارات (مثل الأوناش) أعمالاً متشابهة جدًا، من وجهة نظر موضوعية، ولكنها لا تصنف كجرافات من وجهة نظر ذاتية.
لقد تم تصميم الجرافات اليدوية لتتوافق مع العديد من المهام والبيئات المختلفة. ويمكن الارتقاء بها لتؤدي مهمة واحدة بشكل مثالي أو تصميمها لتصبح بمثابة أدوات متعددة المهام تجمع بين خصائص متعددة. يتم التزويد بأمثلة أسفل «الأنواع».

## الأنواع
|  | الاسم (والمرادفاتإن وجدت)                         | الوصف |
|  | ------------------------------------------------- | --- |
|  | جرافة الفحم                                       | عادةً ما تكون لها شفرة واسعة مستوية ذات جوانب منحنية بانحدار ووجه مستوٍ ومقبض قصير على شكل D. على مر السنوات، استُخدمت أحجام مختلفة للأنواع المختلفة من درجات الفحم في بعض الأوقات. |
|  | جرافة الجليد                                      | كثيرًا ما يكون لها شفرة واسعة عديمة الجوانب تنحني إلى الأمام مُرفقةً بمقبض طويل. تتوفر مجموعة من الأنماط. بعضها مُصمم في المقام الأول لدفع الجليد، والبعض الآخر لرفعه. قد تكون الشفرة معدنية أو بلاستيكية، ولكن الأخيرة استُخدمت لتقديم أداة ذات وزن أخف. |
|  | جرافة الحبوب جرافة الحظيرة                        | لها شفرة من الألمونيوم أو البلاستيك مرفقة بمقبض قصير من الخشب له قمة على شكل حرف "D". صُممت هذه الجرافة لتوفير أداة أخف وزنًا لا تُتلف الحبوب. صُنعت النماذج الأولية من الخشب. |
|  | الجرافة الملعقة                                   | مقبض طويل له شفرة صغيرة وبيضاوية ومقعرة ومائلة عند طرفها، تُستخدم في حفر الحفر العميقة الضيقة. يأتي اسمها بسبب تشابهها مع الملعقة. |
|  | جرافة البستنة                                     | جرافة صغيرة بشكل عام، وذات تنفيذ فردي للحفر والتجريف والتوزيع، أو معالجة الأتربة أو مواد أخرى كبيرة الحجم (مثل ملاط). في أعمال البستنة والحدائق، تُفيد في الزراعة وغرس النباتات في أوعية فيما يتعلق بثقب فتحات وتفتيت الكتل الصلبة الموجودة في التربة. عادةً ما تكون لجرافات البستنة شفرات قوية وضيقة ذات أطراف مدببة. فهي نوع [صغير] من الجاروف. |
|  | جرافة التسقيف                                     | أداة مخصصة متطفلة خاصة تطورت من استخدام شوكات الجرف وشوكات التفريغ لإزالة اللوحة الخشبية القديمة والطبقة التحتية كجزء من عمليه إصلاح السطح. |
|  | المجرفة Bucket                                    | فئة عامة من الجرافات مصممة لحفر الأراضي الصلبة التي يجب كسرها بقوة كبيرة قبل نقلها. أغلب الجرافات لها حواف صلبة أو شبه صلبة، غالبًا ما تكون على شكل قواطع مثلثية. (الشكل المطبعي للمجرفة، ♠, هو رمز أسلوبي مشتق من هذه الفكرة.) تفتقر بعض الجرافات إلى القواطع المثلثية ولكنها تكون ذات أسنان ضيقة إلى حد ما، وهي مصممة لقطع العشب الأخضر وزراعة الشجيرات والأشجار الصغيرة. في الحقيقة، المكافئ الحديث المميكن لها يسمى أيضًا مجرفة الشجر. وصف الاستخدام يحدد الكلمتين: "مجرفة" أو "جرافة"، يجب الإشارة إلى تضاد العمليات للتمييز:[مجرفة]الثقب والحفر، مقابل [جرافة] التجريف والنقل). اللغة الطبيعية لا تتبع هذا الوصف على نطاق واسع؛ ولكنها غالبًا ما تعامل "المجرفة" و"التجريف" كمجموعات فرعية متضادة تحت فئة "الجرافة". |
|  | الجرافة المربعة                                   | فئة عامة من المجرفة تشمل أنواعًا كثيرة مع شكل خارجي مربع بوجه عام (بدلاً من أن يكون مدببًا مثل العديد من أنواع المجرفة اليوم). ولكن لا يوجد تمييز دقيق ومعزز بين الجرافات المربعة والمجرفة. |
|  | المغرفة                                           | فئة عامة من الجرافة تشمل العديد من الأنواع التي تكون ذات شكل طبقي أو مقعر بصفة عامة، وعادة ما تكون مزودة بحافة مربعة إلى حد ما، وهي مصممة لجرف الأتربة أو المواد الأخرى التي تكون سائبة إلى حد ما بالفعل والتي لا تحتاج إلى قوة الكسر الخاصة برأس المجرفة. |
|  | الجرافة جرافة المدفأة (انظر صورة الأداة الوسطى)   | من أنواع الحديد الناري المُستخدم في المدفأة. تُستخدم في التعامل مع رماد الخشب. |
|  | لعبة جرافة                                        | لعبة لعبة على الشواطئ الرملية، في صناديق الرمل، أو في الساحات أو الحدائق أو مناطق الأعشاب أو الحقول. |
|  | جرافة حفر الخنادق مجرفة حفر الخنادق مجرفة التصريف | بشكل عام شفرة طويلة ورفيعة ذات شفرات جانبية علوية واضحة متجهة إلى أعلى. تُستخدم لحفر الخنادق. |
|  | أداة حفر الخنادق                                  | جرافة أصغر حجمًا وأحيانًا قابلة للطي لإنشاء مواقع القتال الدفاعية والحفاظ عليها. |

## معلومات تاريخية
في العصر الحجري الحديث وفي أوقات سابقة كانت تُستخدم عظام الكتف (لوح الكتف) لحيوان كبير كجرافة خشنة.

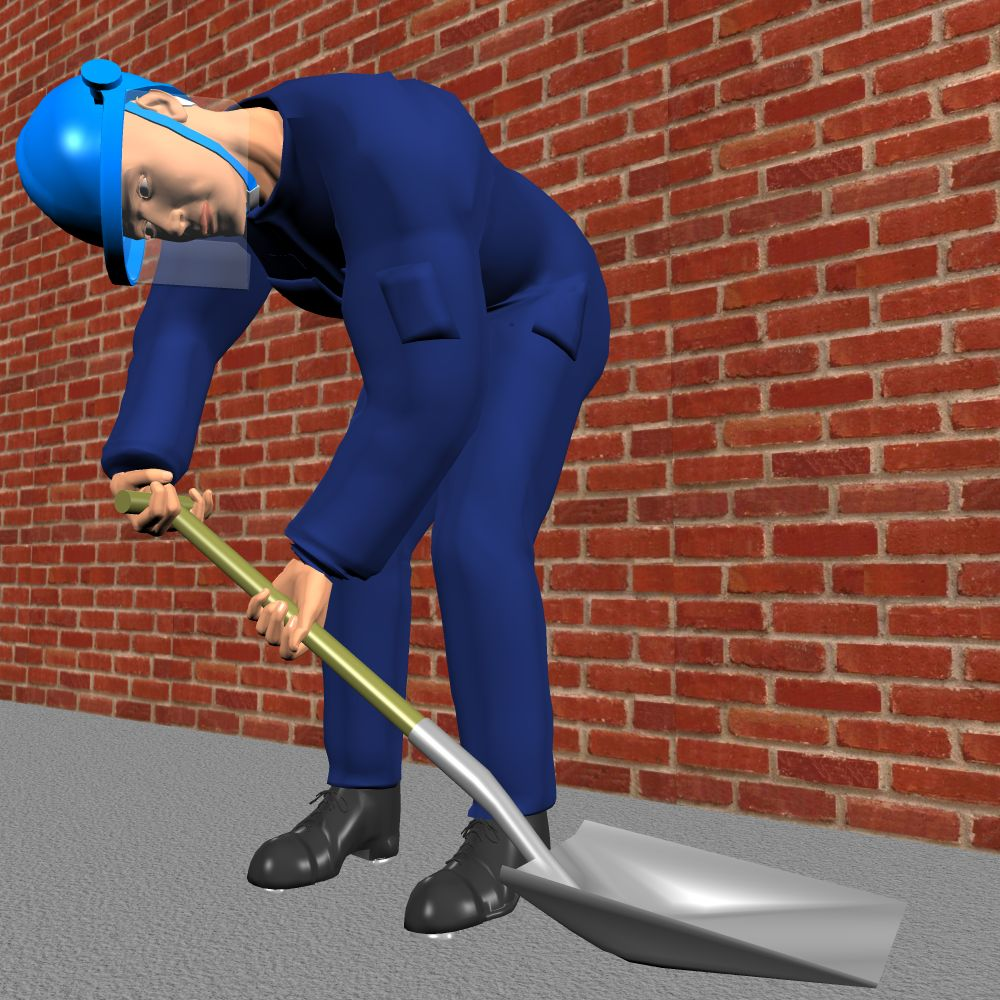
الإجراء التقليدي عند جرف المواد من الأرض

الجرف اليدوي (غالبًا مع الانتقاء) كان الوسيلة الوحيدة للحفر في الأبنية والمنشآت حتى ظهرت الميكنة من خلال الجرافات البخارية وفيما بعد حل المعدات الهيدروليكية (الحفارات مثل الأوناش وعربات الشحن) محل معظم الجرافات اليدوية. يسري الأمر كذلك على تاريخ التعدين والمحاجر ومعدات حمل المواد حمل المواد في الصناعات مثل صناعة الصلب وأعمال السفن. عربات السكة الحديديةوتحميل البضائع التي تحتوي المعدن الخام، الفحم أو الحصى أو الرمال أو الحبوب في الأغلب ما كان يتم شحنها وتفريغها بهذه الطريقة. لم تعتمد هذه الصناعات دائمًا بشكل حصري على مثل هذه الأعمال، ولكن مثل هذه الأعمال كانت جزءًا كبيرًا منها. حتى الخمسينيات من القرن الماضي، عمل في التجريف اليدوي أعداد كبيرة من العمال. تم تعيين مجموعات من العمال يُسمون مجموعات العمل إلى أي شيء يحتاجه التعامل مع الحفر أو المواد الثقيلة في أي أسبوع، وقام عشرات أو مئات العمال المزودون بجرافات يدوية بأعمال الحفر السريع أو التعامل مع المواد الذي يتم في الوقت الحالي بحفارات مزودة بالطاقة وعربات تحميل يُشغلها القليل من المشغلين المهرة. وبالتالي فإن في اقتصاديات العمل، حتى عندما لا يُدفع لكل عامل منفرد إلا القليل، كانت تكلفةً كبيرة للعمليات. الإنتاجية للعمل ارتبطت في المقام الأول إنتاجية العاملين. لا يزال الأمر على هذا الوضع اليوم؛ ولكن في الماضي كان الأمر كذلك بدرجة كبيرة. في التعامل مع المواد الصناعية والتجارية، استُبدل الجرف اليدوي فيما بعد ليس فقط بعربات الشحن والأوناش (كما هو الحال في التنقيب) ولكن أيضًا بالمعدات المُشغلة كهربيًا مثل الناقلات وبريمات الحفر والمصاعد.
بأخذ الأهمية والتكلفة الكبيرة للعمل اليدوي في الصناعة بالاعتبار في أواخر القرن التاسع عشر وأوائل القرن العشرين، كان [التطبيقي] «علم التجريف» أمرًا يسترعي اهتمامًا بالغًا لمطوري الإدارة العلمية مثلفريدريك وينزلو تايلور  تايلور، مع تركيزه على دراسة الزمن والحركة، اهتم بتمييز الحركات المتعددة للعمل اليدوي إلى درجة أكبر بكثير من اهتمام الآخرين. قد لا يهتم المديرون بتحليل الأمر (بافتراض أن العمل المجهد هو العمل المجهد، انتهى الأمر)، وقد لا يهتم العمال بتحليل ذلك بأي طريقة تشجع الإدارة بنزع الصلاحية في العمل الحرفي. أدرك «تايلور» أن عدم تحليل ممارسات التجريف الذي يمثل فرصة ضائعة لاكتشاف أو توليف الممارسات المثلى للتجريف، الأمر الذي قد يحقق أقصى إنتاجية (القيمة لكل دولار مدفوع). يرجع الفضل إلى تايلور وزملائه في الفترة من تسعينيات القرن التاسع عشر إلى العقد الأول من القرن العشرين في توسيع فكرة التصميمات المتنوعة للجرافة بمغارف مختلفة الأحجام، واحدة لكل مادة، بناءً على كثافة المادة. تحت إدارة علمية، لم يعد من المقبول أن يتم استخدام الجرافة ذاتها لجرف الفحم البني في أحد الأيام ثم الحصى في اليوم التالي. دعم تايلور تكلفة رأس المال بشكل أكبر لصيانة جرافتين نظرًا لأن ذلك من شأنه أن يؤدي إلى زيادة في إنتاجية العامل، وهو ما يعني إنفاق أموال أقل على الأجور الخاصة بكل عمل يتم إنجازه من خلال وحدة تجريف. للأسف، على الرغم من البصيرة النافذة لتايلور عن تطبيق العلم على العمل اليدوي (ويتضمن ذلك التجريف ورفع وحمل الأغراض الثقيلة) وبصيرته النافذة عن عدم تساوي المواهب بين الأفراد، فهو لم يحترم الكرامة الإنسانية لجميع العاملين في الواقع، وكان ميالاً لاحتقار الأشخاص ذوي مستويات الذكاء المنخفضة.
علم التجريف [وبالأحرى، التجريف اليدوي] خرج من مجال الاهتمام التجاري بسبب الميكنة المبالغ فيها، مثل الجرافات والمعدات الأخرى. يشعر البشر بالرضا مرة أخرى لأن مغرفة فحم واحدة تتيح معالجة مواد ثقيلة متنوعة ذات كثافات مختلفة.
أثناء الثورة الصناعية الثانية قرابة عام 1900، أفسحت الجرافة المجال للمعدات الثقيلة مثل الحفارات.

## قائمة المراجع
- Taylor، Frederick Winslow (1911)، The Principles of Scientific Management، New York, NY, USA and London, UK: Harper & Brothers، LCCN:11010339، OCLC:233134، مؤرشف من الأصل في 2013-05-16. Also available from Project Gutenberg. {{استشهاد}}: الوسيط |ref=harv غير صالح (مساعدة)صيانة الاستشهاد: postscript (link)